# Gufflham
Gufflham (bis 1875 Guffelham) ist ein Gemeindeteil der Gemeinde Burgkirchen an der Alz im oberbayerischen Landkreis Altötting.
Das Dorf mit 17 Wohngebäuden (Stand: 2017) liegt dreieinhalb Kilometer südwestlich des Hauptorts südlich des Alzkanals.

## Geschichte
Die durch das Gemeindeedikt von 1818 gegründete ehemalige Gemeinde trug bis 1875 den Namen Guffelham. Die Gemeinde im Landkreis Altötting bestand bei der Volkszählung 1961 aus 172 Wohngebäuden in 40 Orten und hatte 905 Einwohner auf einer Gemeindefläche von 1016 Hektar. Sie wurde zum 1. Januar 1969 aufgelöst und deren Gemeindeteile Bachstadt, Bremsstallmühle, Buchhäusl, Griesmühle, Himmelreich, Hinterberg, Höhlen, Hölzl, Holzen, Oberberg, Obermühl, Riedl, Schönberg, Sensmühl, Staindl, Unterberg, Weberau und Wimpersing kamen zur Gemeinde Burgkirchen an der Alz. Aichelberg, Auwies, Beiln, Bergham, Brodstrumm, Edhof, Engelsberg, Griesstätt, Gufflham, Gunzing, Hiebl, Hirten, Höresham, Hundsberg, Königshäusl, Lötschau, Magerl, Oswald, Schralling, Thal, Trinkberg und Urfahrn kamen zur neu gegründeten Gemeinde Hirten. Am 1. Januar 1978 wurde die Gemeinde Hirten aufgelöst. Während ein kleinerer Teil in die Gemeinde Kirchweidach umgegliedert wurde, kam der Hauptteil mit Gufflham zu Burgkirchen an der Alz.